# Fiebre Bwamba
La Fiebre Bwamba es una infección viral causada por el Virus de la fiebre Bwamba, un miembro del género Orthobunyavirus, de la familia Peribunyaviridae, grupo V del orden sin clasificar.
- Datos: Q5861610